# Zoltán Kovács (Politiker, 1957)

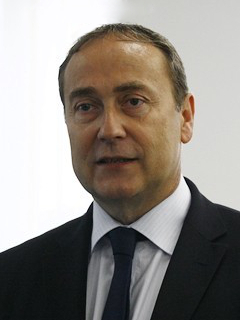
Zoltán Kovács (2014)

Zoltán Kovács (* 1. Dezember 1957 in Zirc) ist ein ungarischer Jurist und Politiker.

## Leben
Er studierte Rechtswissenschaft an der Loránd-Eötvös-Universität in Budapest. Zwischen 1982 und 1990 arbeitete er als Rechtsanwalt in Pápa. 1988 wurde er Mitglied der nationalkonservativen Partei Fidesz – Ungarischer Bürgerbund. Er war von 1990 bis 2011 Bürgermeister von Pápa. 1998 wurde er in das Ungarische Parlament gewählt. Von 2010 bis 2011 war er Vorsitzender des Ausschusses für Kommunalverwaltung und Regionalentwicklung.